# 塔克 (亞利桑那州)
塔克（英語：Tucker）是位於美國亞利桑那州亞瓦派縣的一個非建制地區。該地的面積和人口皆未知。

## 地理
塔克的座標為33°38′27″N 110°36′26″W / 33.64083°N 110.60722°W，而該地的平均海拔高度為1488米（即4882英尺）。